# Gesine Lötzsch
Gesine Lötzsch (Berlin-Lichtenberg, 1961. augusztus 7. –) német politikus. 1980-ban érettségizett, majd a berlini Humboldt Egyetemen tanult. 1984-ben lépett be az SED-be. 2010-ben lett a Die Linke társelnöke. Férje a nála 30 évvel idősebb Ronald Lötzsch nyelvész.